# David Johnson (cestista)
David Ricardo Johnson (Louisville, 26 febbraio 2001) è un cestista statunitense, professionista nella NBA G League con i Memphis Hustle.

## Carriera
È stato selezionato dai Toronto Raptors al secondo giro del Draft NBA 2021 (47ª scelta assoluta).